# 이성갑
이성갑(李成甲, 1973년 6월 18일 ~ )은 전 KBO 리그 야구 선수의 투수이다. 현재 외산중학교 야구부 감독이다.

## 출신학교
- 북일고등학교
- 단국대학교 (1993학번)